# Afroturbonilla hattenbergeriana
Afroturbonilla hattenbergeriana is een slakkensoort uit de familie van de Pyramidellidae. De wetenschappelijke naam van de soort is voor het eerst geldig gepubliceerd in 1999 door Peñas, Rolán & Schander.